# Posebni rezervat prirode Zasavica
Posebni rezervat prirode Zasavica je posebni rezervat prirode u Vojvodini.
Nalazi se duž toga rijeke Zasavice u dužini 33,1 km. U naravi je riječni biotop, a okružje čine vodni i barski ekosustavi te djelimice poplavne šume.
Jedno je od najpoznatijih mjesta za očuvanje genskih resursa domaćih životinja (podolsko govedo, mangulica) u Srbiji. 
Skrbnik ovog rezervata je Pokret gorana Sremska Mitrovica.